# Palacio consistorial de Colchester
El palacio consistorial de Colchester es un edificio municipal en High Street en Colchester, Essex, Inglaterra que es la sede del ayuntamiento de Colchester. Es un edificio catalogado de Grado I.

## Historia

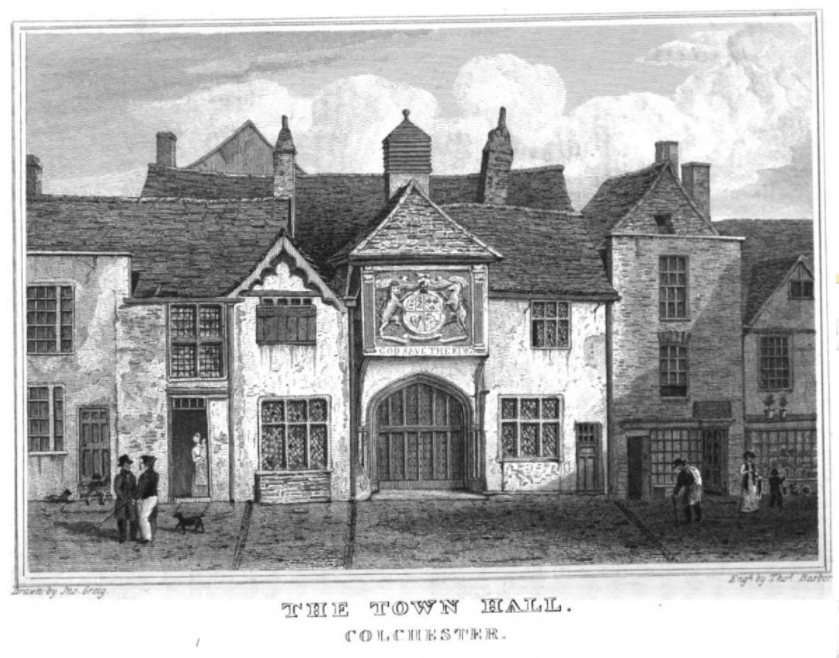
Una representación de 1826 del antiguo Ayuntamiento de Colchester

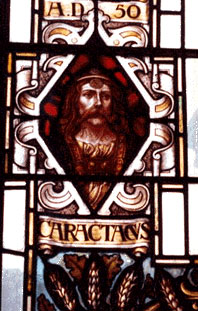
Una vidriera en el ayuntamiento que representa al líder del siglo I de la tribu local Catuvellauni, Caratacus

El primer edificio sobre su solar, un salón de debates, se completó en 1277, se remodeló en 1374 y se demolió en 1843. El segundo edificio en el sitio, que fue diseñado por John Blore y R. Brandon en estilo neoclásico con seis pilastras de orden dórico de altura completa, se completó en 1845. Después de que se descubrió que era inestable, los líderes cívicos decidieron adquirir otro edificio en el mismo sitio a fines del siglo XIX.
La construcción del nuevo edificio comenzó en 1897. Fue diseñado por John Belcher en estilo barroco eduardiano y fue inaugurado por el ex primer ministro, el conde de Rosebery en 1902. El diseño involucró una fachada principal simétrica con siete bahías que daban a High Street; el cuerpo central presentaba un portal de arco con el escudo del municipio en el tímpano y flanqueado por pilastras de orden dórico. Había un balcón ornamentado sobre la entrada y también había tres pares de enormes columnas de orden corintio acopladas que abarcaban el primer y segundo piso, cada una con un frontón roto. Pevsner describió que el diseño se completó "con más fanfarronería que nadie".
Un monumento de 192 pies (58,5 m), financiada por una donación de James Noah Paxman, el fundador de los ingenieros locales, Davey, Paxman & Co, fue erigida en el extremo este del edificio para conmemorar el Jubileo de Diamante de la Reina Victoria. Presentaba cuatro figuras alegóricas de LJ Watts que representaban la ingeniería, la defensa militar, la agricultura y la pesca. En lo alto de la torre el arquitecto colocó una gran figura de bronce que representaba a Santa Elena (patrona de Colchester) sosteniendo la Vera Cruz. El concejal Arthur Jarmin viajó hasta Italia para localizar una estatua adecuada del santo, pero solo pudo encontrar una de la Virgen María, que luego tuvo que ser modificada localmente. Justo debajo de esta estatua se pueden encontrar cuatro cuervos de bronce de Francis Carruthers Gould, que representan al portreeve que dirigía el puerto medieval de Colchester. En la torre se colocó un reloj con cinco campanas, con otra campana del siglo XV que se cree que colgó en la sala de debate original. El reloj se conoce localmente como Charlie, en honor a Charles Hawkins, quien lo pagó.
La fachada principal presentaba seis estatuas de tamaño natural, también de Watts, que representaban a personajes famosos relacionados con Colchester: en la elevación sur, Eudo Dapifer, Lord Audley, William Gilbert y Samuel Harsnett, y en el este, Eduardo el Viejo y Boudica. El interior presentaba una escalera de mármol con una estatua de la Reina Victoria y un monumento a los Mártires de Colchester. El primer piso se equipó con una suite de alcalde, una sala de comités y la cámara del consejo con un techo pintado y vidrieras de Clayton y Bell. El segundo piso estaba equipado con un gran salón de actos llamado Moot Hall. Un excelente órgano de tubos, diseñado y construido por Norman y Beard con tres manuales, fue donado por el miembro del parlamento local, Sir Weetman Pearson, y se instaló en la sala.
Finalmente se volvió inadecuado en el contexto de la expansión de las responsabilidades del consejo municipal y se adquirió alojamiento adicional al oeste del sitio principal en 1965. La reina Isabel II visitó y almorzó con líderes cívicos antes de saludar a la multitud desde el balcón el 20 de mayo de 1985. Posteriormente, se conectó mediante un túnel debajo de West Stockwell Street a las nuevas instalaciones en Angel Court, al este del sitio principal, en 1988.
Sus obras de arte incluyen una pintura que representa a un perro manchado, con el Cuerno de Oro al fondo, de Otto Hoynck, una pintura que representa festejos en un pueblo flamenco de David Vinckboons y una pintura que representa a protestantes holandeses. huyendo de la persecución religiosa del duque de Alba y solicitando permiso para vivir en Colchester en 1570 por el artista local, Harry Becker. También hay un retrato del ex presidente de la Cámara de los Comunes, Lord Colchester, de James Lonsdale, así como un retrato del exmiembro del parlamento local, Charles Gray Round, de John Lucas.